# Дюсакен (станция)
Станция Дюсакен (каз. Дүйсекен станциясы) — железнодорожная станция Казахстанских железных дорог, расположенная в Дюсакен.